# Katrin Kuhn (Politikerin)
Katrin Kuhn (* 28. August 1953 in Zürich, heimatberechtigt in Wohlen AG) ist eine Schweizer Politikerin (Grüne).

## Politische Tätigkeit
Katrin Kuhn wurde durch die Anti-AKW-Bewegung politisiert und war in der Gründungsphase der Grünen Partei des Kantons Aargau dabei. Von 1989 bis 1999 war sie Grossrätin im Kanton Aargau. 1995 kandidierte sie erstmals für den National- und Ständerat. 1999 rutschte sie für Hanspeter Thür in den Nationalrat nach, verpasste im selben Jahr aber die Wiederwahl, weil die Grünen Aargau ihren einzigen Sitz verloren.

## Privatleben
Katrin Kuhn ist Mutter von fünf Kindern.